# 放生会 (筥崎宮)

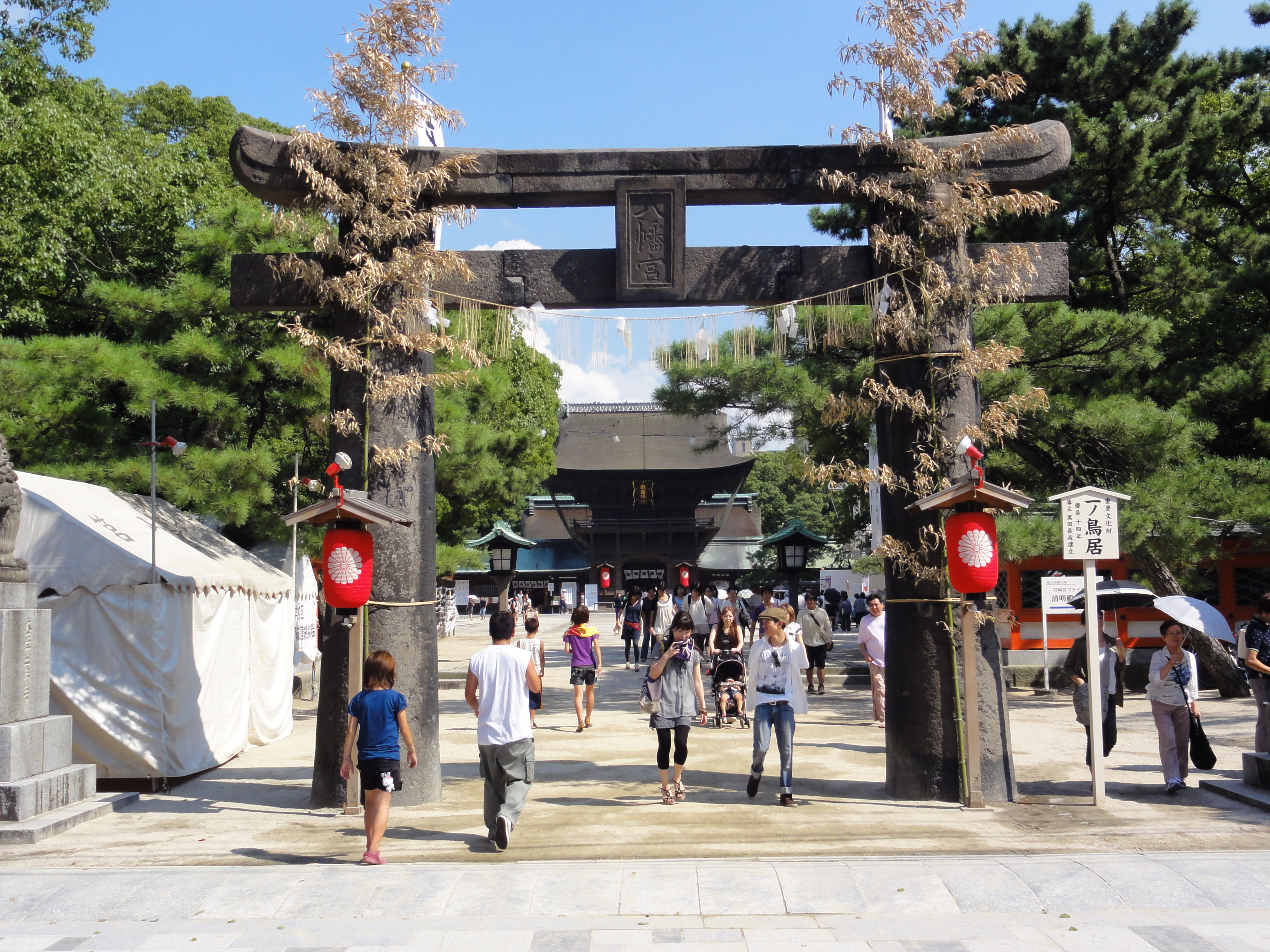
放生会期間中、一之鳥居より楼門・本殿方向を望む

放生会（ほうじょうや）は福岡県福岡市東区の筥崎宮で毎年9月12日から9月18日まで開催される祭りである。
博多どんたく、博多祇園山笠と並ぶ博多三大祭りの一つである。7日間にわたり様々な神事や神賑わい行事が行われるほか、2年に一度（西暦の奇数年）、御神幸（神幸祭）が行われる。神道の放生会の一種であるが、当宮の行事は読みが「ほうじょうえ」ではなく「ほうじょうや」である。

## 起源・歴史
筥崎宮の放生会は「万物の生命をいつくしみ、殺生を戒め、秋の実りに感謝する」という趣旨により行われる。期間中に行われる供養祈願祭では、やむを得ず殺生した生き物や、死亡したペットなどの供養と、商売繁盛、家内安全の祈願を行う。
放生会は「合戦の間多く殺生すよろしく放生会を修すべし」という神託により始められたとされ、延喜19年（919年）に筥崎で放生会があったという記録がある。元中6年（1389年）に九州探題の今川貞世が筥崎宮大宮司五智輪院に宛てた文書に「放生会不可怠」という記述がある。慶長年間に途絶えたのち延宝3年（1675年）に再興し、毎月15日に法会として行っていたが、明治時代の神仏分離により法会としては消滅した。
御神幸（神幸行事）は古くは筥崎宮から博多湾を船で渡り、博多の夷町にあった頓宮（現在の博多区大博町の恵比須神社のある場所）へ渡御を行っていたが、天正年間に戦乱により途絶えたとされる。元禄14年（1701年）に神職等の願いにより当時の福岡藩藩主黒田綱政が寄進を行い、海岸部に頓宮を設け、本宮と頓宮の間を往復する形態で再開された。神幸行事は福岡市指定無形民俗文化財。
祭りの期間中の来訪者数は延べおよそ100万人とされる。祭の様子を表す言葉として「ナシもカキも放生会」と言われる。

## 日程

### 神事
- 9月12日
  - 初日祭

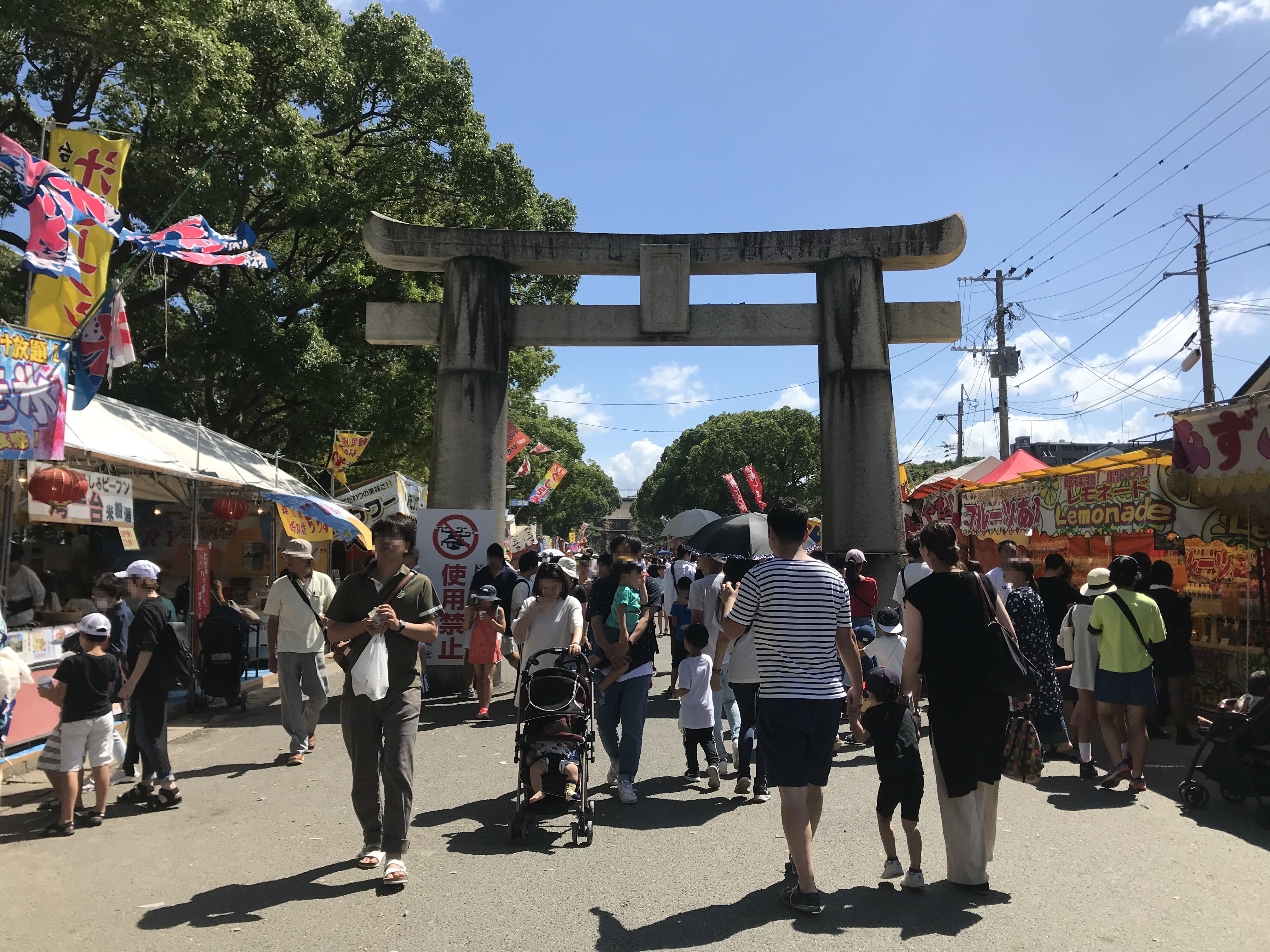
参道

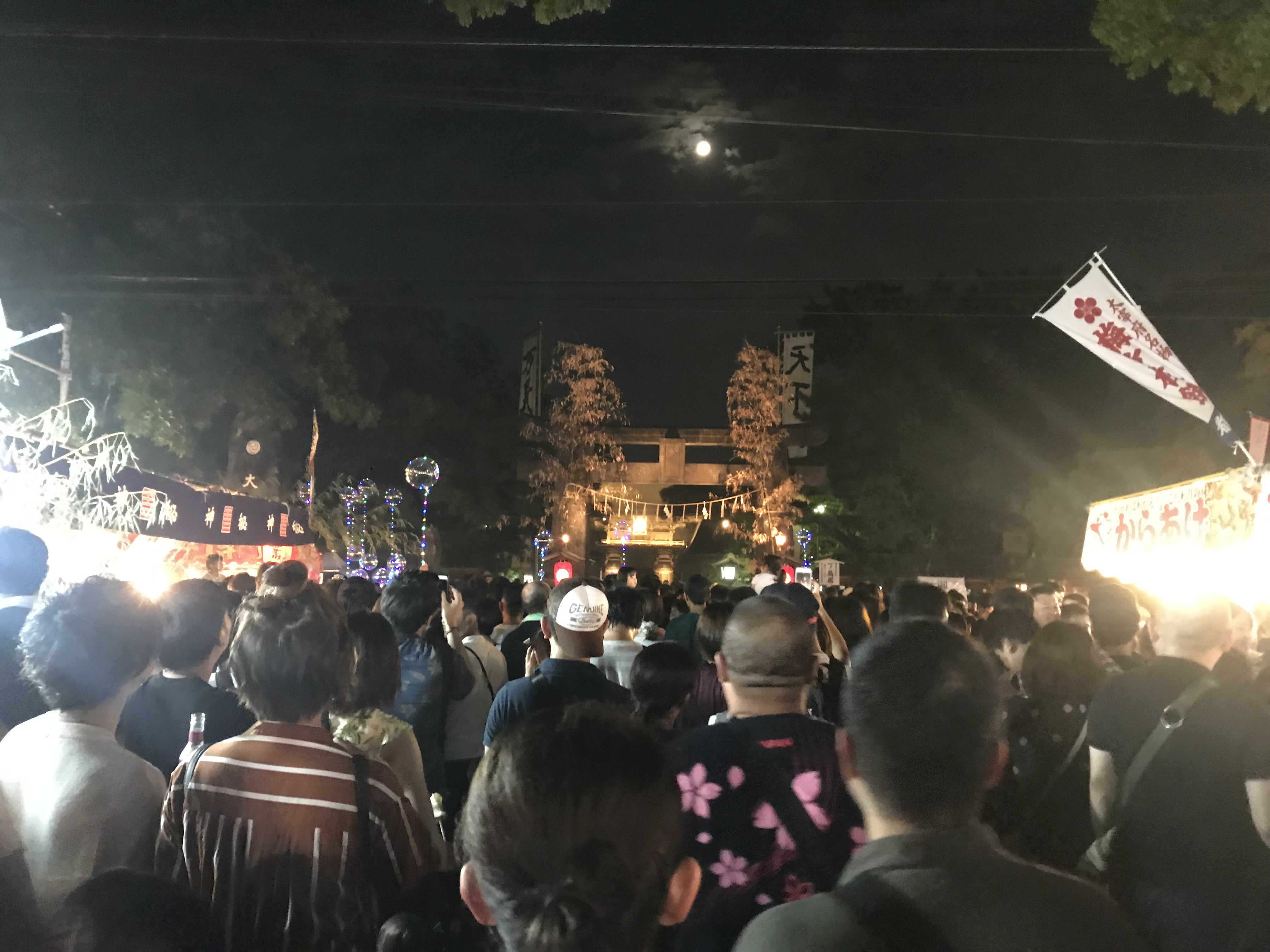
夜の参道

  - 献菓祭 - 菓子を供える（年により9月13日に開催されることもある）。
  - 本宮夕御饌祭 - 奇数年のみ開催。
  - 御神幸行列（お下り） - 奇数年のみ開催。神輿3体の行列が18時に本宮を出発し、馬出・千代・妙見・吉塚駅前・箱崎の各地区を約4時間かけて練り歩き、国道3号そばにある頓宮まで移動する。
- 9月13日
  - 二日祭 - 偶数年のみ開催。
  - 頓宮朝御饌祭 - 奇数年のみ開催。
  - 頓宮夕御饌祭 - 奇数年のみ開催。
  - 献茶式 - 茶を供える。
- 9月14日
  - 三日祭 - 偶数年のみ開催。
  - 頓宮朝御饌祭 - 奇数年のみ開催。
  - 頓宮夕御饌祭 - 奇数年のみ開催。
  - 御神幸行列（お上り） - 奇数年のみ開催。お下りと同様の行列が19時に頓宮を出発し、箱崎地区を約1時間かけてお下りと逆の経路で練り歩き、本宮に戻る。
- 9月15日
  - 放生会大祭
  - 献華祭 - 花を供える。
- 9月16日
  - 五日祭
- 9月17日
  - 六日祭
- 9月18日
  - 納祭
  - 放生神事 - 納祭終了後に開催。稚児行列・童児育成祈願祭の後に放生神事を行い、稚魚と鳩を放つ。

### その他のイベント
神賑わい行事（各種芸能の披露など）が祭り期間中毎日開催されるほか、廻廊でぼんぼり献燈、池坊いけばな展、放生会ちゃんぽん・おはじきの展示が行われる。
国道3号沿いから一之鳥居（本殿に最も近い鳥居）までの参道周辺部には約500軒の露店や見世物小屋・お化け屋敷などが出店する。かつては自転車の曲乗りや、ストリップショーが開催されたこともあったという。また、以前は古本市も開催されていたが、現在は行なわれていない。

## 縁起物

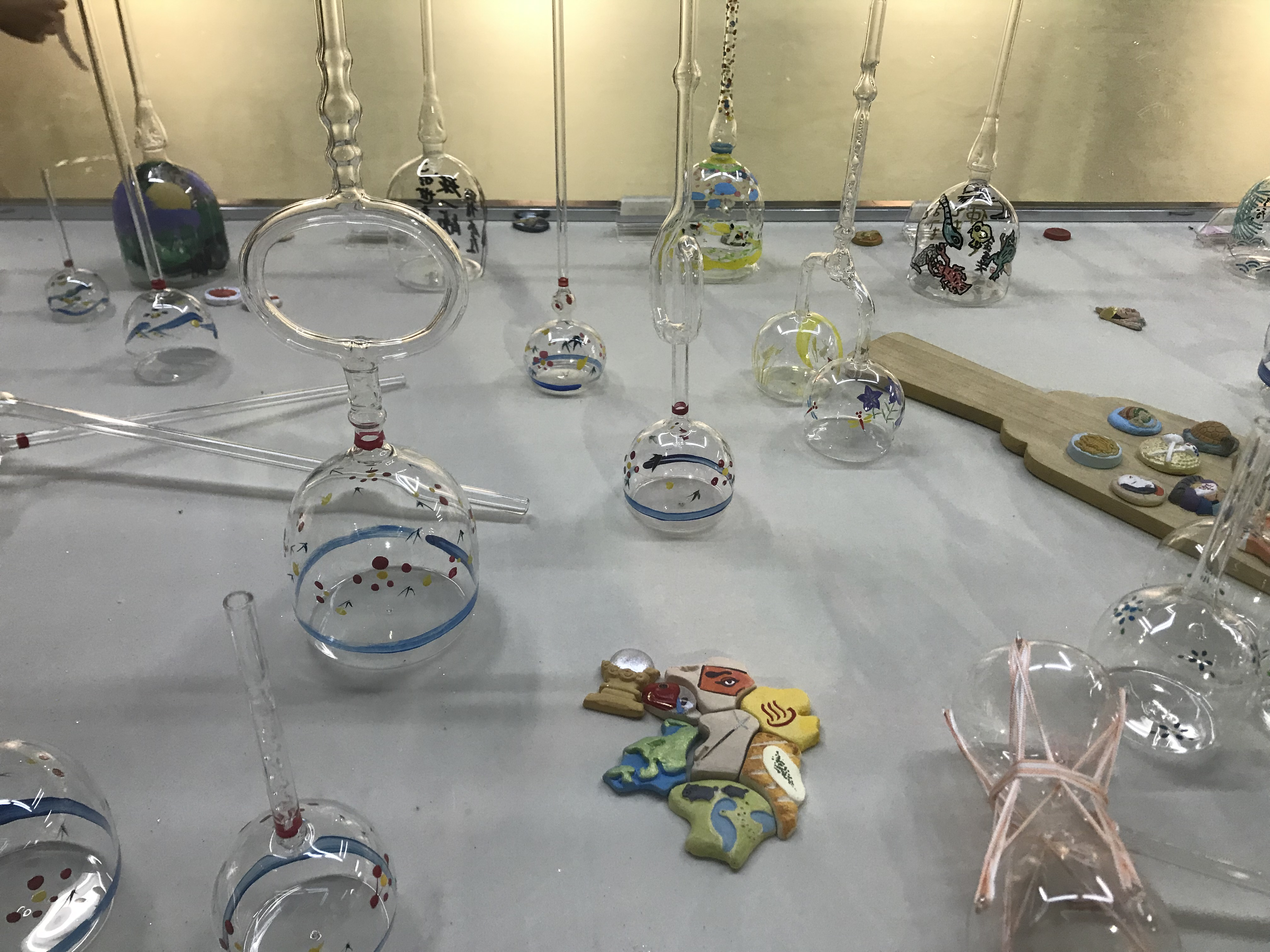
ちゃんぽんとおはじき

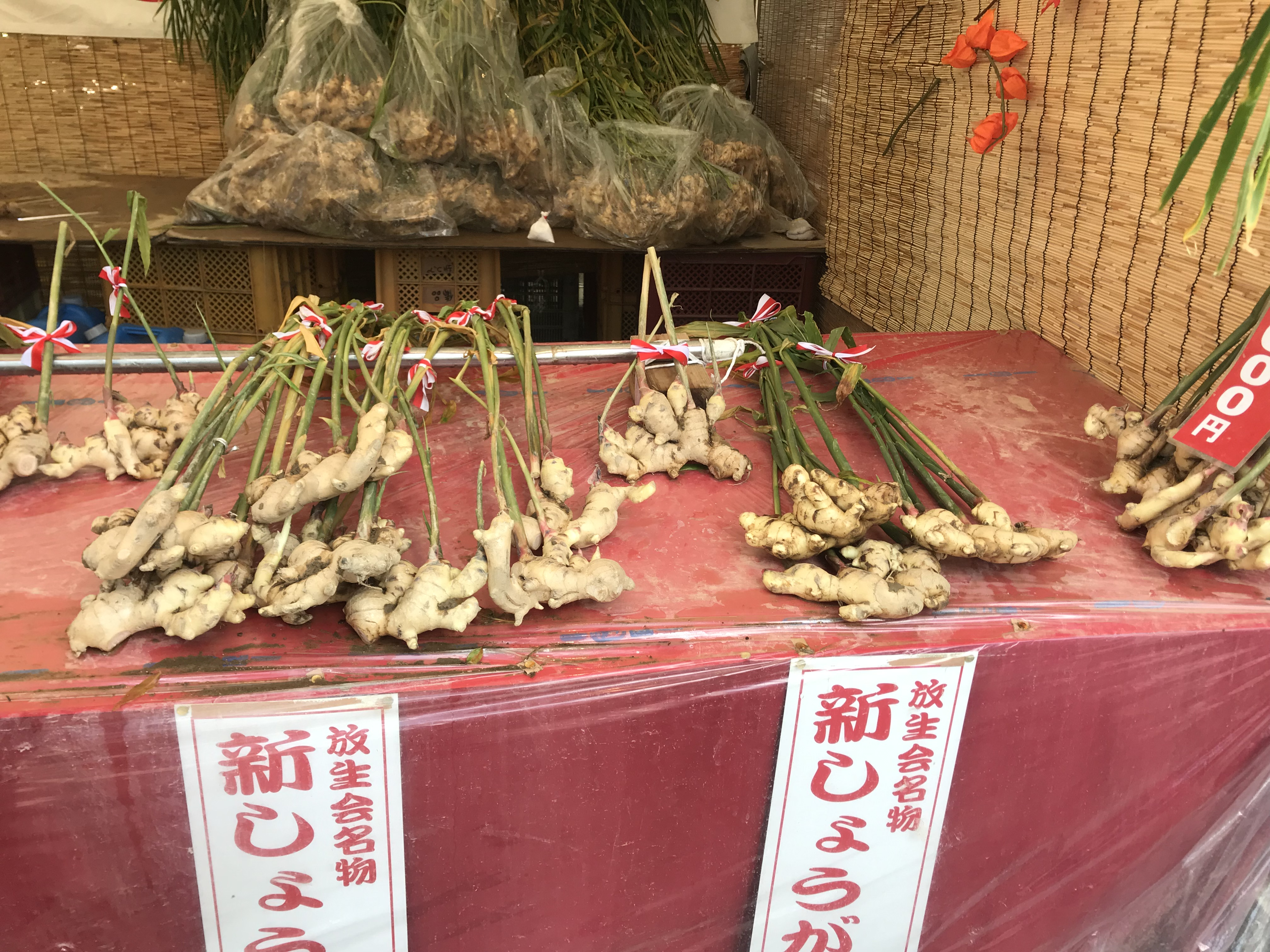
新生姜

- ちゃんぽん - 息を吹き込むと音が鳴るガラス玩具。一般的にぽぴん、ぽっぺん、ビードロなどと呼ばれるものと同じであるが、吹き込んだときの音が「ちゃんぽん」と聞こえるため「ちゃんぽん」と呼ばれる。筥崎宮の巫女が絵付けを行う。明治時代から販売が開始され、大正時代に一度途絶したのち1970年代に製作・販売が再開された[4]。
- おはじき - 硬貨程度の大きさの素焼きに彩色を施したもの。「厄をはじく」とされる。昭和初期に途絶えたが1980年（昭和55年）に復活し、研究団体「白彫会」に属する博多人形師が製作し、毎年一つのテーマによって様々なデザインのものが発売されていた。販売開始前に購入希望者が徹夜で並んだり、販売直後にインターネットオークションに出品されたりすることが問題になり、製作者の高齢化により短期間での大量製作も困難になったことから、2017年（平成29年）より放生会の縁起物としての販売を中止し、以後は「筥崎宮おはじき」として筥崎宮で年に数回入荷し通年販売している[5][6]。
- 新生姜 - 祭り期間中、茎や葉のついたままの新ショウガを露店で販売している。